# Hyundai i20
Hyundai i20 — субкомпактный хетчбэк, выпускающийся с 2008 года. В большинстве стран Hyundai i20 пришёл на смену модели Getz, однако на некоторых рынках продаются обе эти модели.

## Первое поколение
Представлен на Парижском автосалоне в 2008 году.

### Конструкция
Hyundai i20 создан на новой платформе, спроектированной в европейском техническом центре компании Hyundai в Руссельсхайме (Германия). Автомобиль выпускается с трёх- и пятидверным кузовом. Он стал длиннее, шире и ниже, чем его предшественник Getz, колесная база выросла на 70 мм — до 2525 мм, а объём багажника — с 254 до 295 литров.
В стартовой линейке двигателей для i20 три бензиновых мотора (1,2 л — 78 л. с.; 1,4 л — 100 л. с.; 1,6 л — 126 л. с., причем все, кроме базового, могут быть заказаны с пятиступенчатой механической КПП и четырёхдиапазонным автоматом) и четыре дизельных, нового семейства U2 с увеличенным с 1350 до 1600 бар давлением в топливной рампе и турбокомпрессором с изменяемой геометрией (1,4 л — 75 л. с. и 90 л. с.; 1,6 л — 115 и 128 л. с. (с 6-ступенчатой МКПП)).

### Российский рынок
На российский рынок Hyundai i20 начали поставлять во второй половине лета 2009 года. В России автомобиль доступен как в трёх-, так и в пятидверном исполнении, однако, официальные дилеры Hyundai дизельных хетчбэков не предлагают.
После появления i20 на рынке на различных ресурсах стали появляться отзывы владельцев, согласно которым из-за настройки подвески автомобиля (на передней оси установлены стойки Макферсона, на задней — скручивающаяся балка) передвижение по отечественным дорогам не всегда можно назвать комфортным. Негативные впечатления также производят электрический усилитель рулевого управления, высокая шумность и особенности работы АКПП.
На сегодняшний день в России Hyundai i20 предлагается в двадцати вариантах, опций к которым не предусмотрено.

### Рестайлинг 2010 года

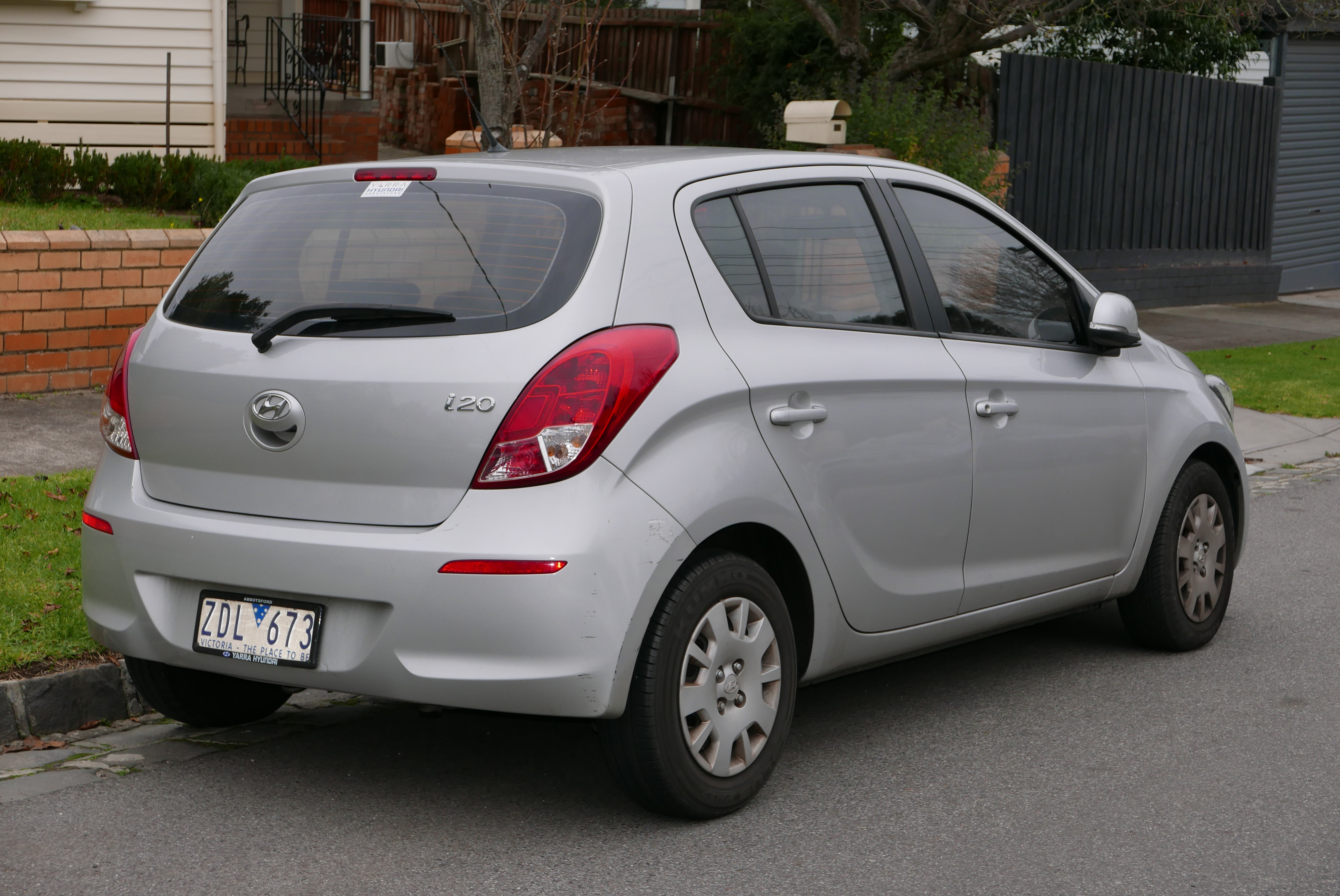
Рестайлинговая версия

В начале июля 2010 года Hyundai объявил об обновлении модели i20. Рестайлинговые автомобили (их модельный год заявляется как 2011) отличаются изменённой внешностью — присутствует спойлер под передним бампером, система связи с мобильным телефоном водителя (для всех комплектаций кроме базовой) и более экологически чистые двигатели. Бензиновый 1,2-литровый мотор в обновлённой Hyundai i20 выбрасывает в атмосферу 119 г/км диоксида углерода, 1,4-литровый — 129 г/км. Дизельные двигатели также стали экологичнее за счёт обновления 6-ступенчатой механической КПП. Кроме того, все рестайлинговые i20 с механическими трансмиссиями получили индикатор оптимального переключения Eco Drive на приборной панели.

### Безопасность
| Euro NCAP                                               | Euro NCAP | Euro NCAP | Euro NCAP             |
| ------------------------------------------------------- | --------- | --------- | --------------------- |
| · общий рейтинг                                         |           |           |                       |
| 88%                                                     | 83%       | 64%       | 86%                   |
| взрослый пассажир                                       | ребёнок   | пешеход   | активная безопасность |
| Протестированная модель: Hyundai i20 1,4 GL, LHD (2009) |           |           |                       |

## Второе поколение
В 2014 стартовали продажи второго поколения. В Индии автомобиль известен как i20 Elite.
Вместе с новым внешним и внутренним дизайном появился новый двигатель 1.4, увеличился дорожный просвет (со 165 мм до 170 мм). i20 GB имеет 285 литров загрузочного пространства.
Автомобиль также имеет ABS, четыре подушки безопасности и камеру заднего вида.
Продажи стартовали в августе 2014 года в Индии, а в ноябре 2014 года в Европе.

### Дизайн
Конструкция автомобиля использует философию дизайна Hyundai  "Fluidic Sculpture 2.0". Дизайн для автомобиля был разработан в европейском техническом центре компании Hyundai в Руссельсхайме (Германия).

#### Безопасность
| Euro NCAP                                                | Euro NCAP | Euro NCAP | Euro NCAP             |
| -------------------------------------------------------- | --------- | --------- | --------------------- |
| · общий рейтинг                                          |           |           |                       |
| 85%                                                      | 73%       | 79%       | 64%                   |
| взрослый пассажир                                        | ребёнок   | пешеход   | активная безопасность |
| Протестированная модель: Hyundai i20 1,2 GLS, LHD (2015) |           |           |                       |

## Третье поколение
Третье поколение i20 было представлено онлайн для европейского рынка 19 февраля 2020 года. Предполагалось, что он дебютирует на 90-м Женевском автосалоне в марте 2020 года, но шоу и запуск были отменены из-за пандемии COVID-19.
Третье поколение i20 больше и ниже предыдущего поколения, его дизайн теперь воплощает новейшую философию дизайна Hyundai «Чувственная спортивность», характеризующуюся обновленным внешним видом и интерьером.

### Рынки

#### Европа (BC3)
После дебюта в феврале 2020 года производство для европейского рынка началось на заводе в Измите (Турция) в августе 2020 года.  Завод будет выпускать около 85 000 единиц i20 в год, что составит около 50 % мирового производства i20.
Топовая версия оснащена двумя 10,25-дюймовыми дисплеями: один для панели приборов и один для основного информационно-развлекательного дисплея.  Он также доступен в комплектации N Line и в версии N, ориентированной на производительность.
В 2021 году Hyundai выпустила ограниченную серию i20 N Line Michel Vaillant , предназначенную только для Франции, с опциональными синими и красными наклейками.

##### Рестайлинг
Обновленный i20 был представлен 10 мая 2023 года. 

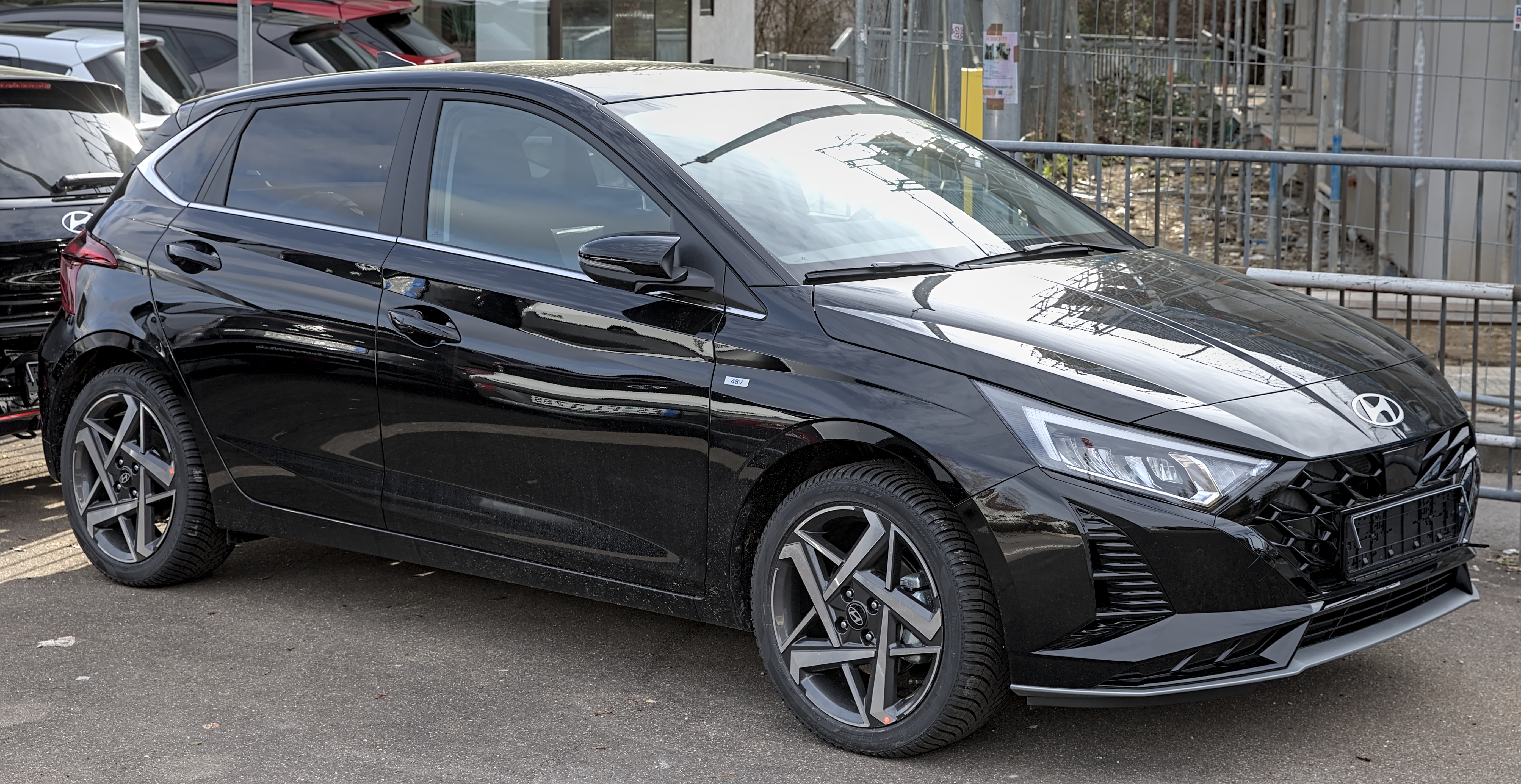
2024 i20 (вид спереди, рестайлинг)
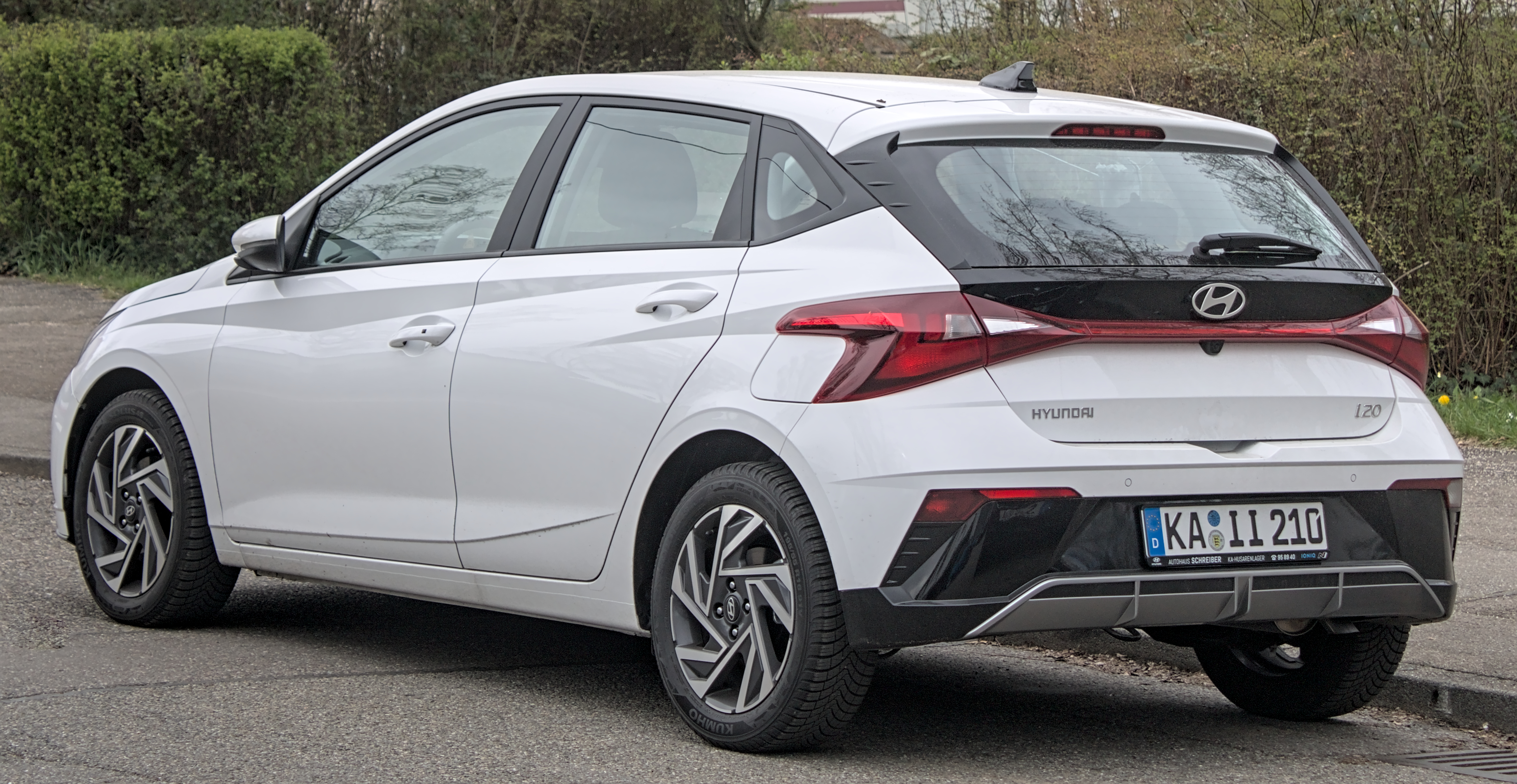
2024 i20 (вид сзади, рестайлинг)

#### Индия (BI3)
Третье поколение i20 было запущено в стране 5 ноября 2020 года. Он отказался от префикса «Elite» по сравнению с предыдущим поколением, теперь просто продается как «Hyundai i20». i20 для индийского рынка, кодовое название BI3, на 45 мм (1,8 дюйма) короче европейской версии, чтобы обойти индийскую налоговую категорию, которая благоприятствует транспортным средствам короче 4000 мм (157,5 дюйма), в то время как он на 25 мм (1,0 дюйм) шире и на 55 мм (2,2 дюйма) выше.  Он построен на платформе Hyundai-Kia K2, общей с другими недавними компактными автомобилями Hyundai-Kia. Утверждается, что он использует 66 процентов высокопрочной стали, что повышает его безопасность при столкновении.
24 августа 2021 года Hyundai представила вариант N Line для BI3 i20.

##### Рестайлинг
Обновленная версия i20 была выпущена 8 сентября 2023 года. 

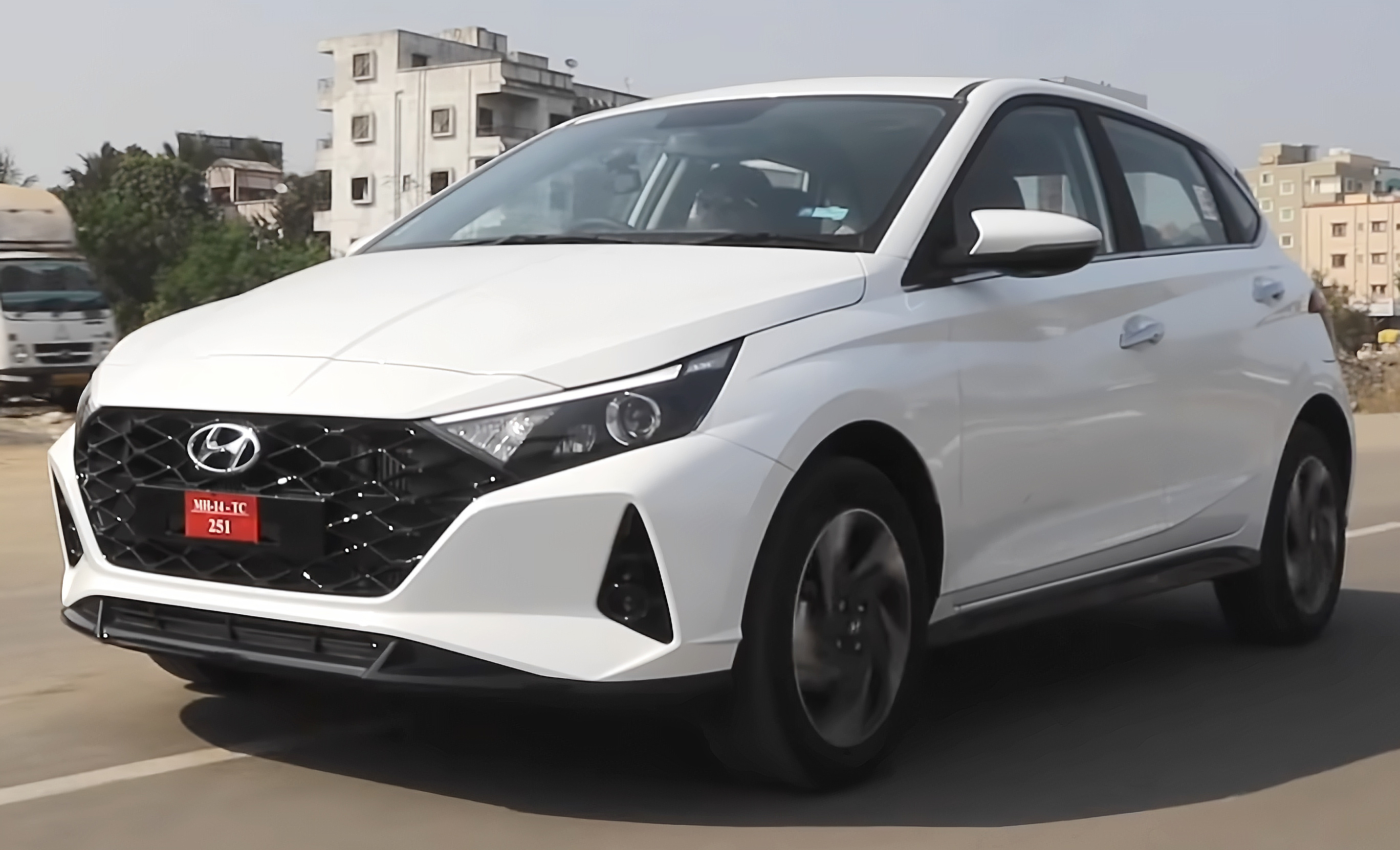
Hyundai i20 (BI3; Индия)
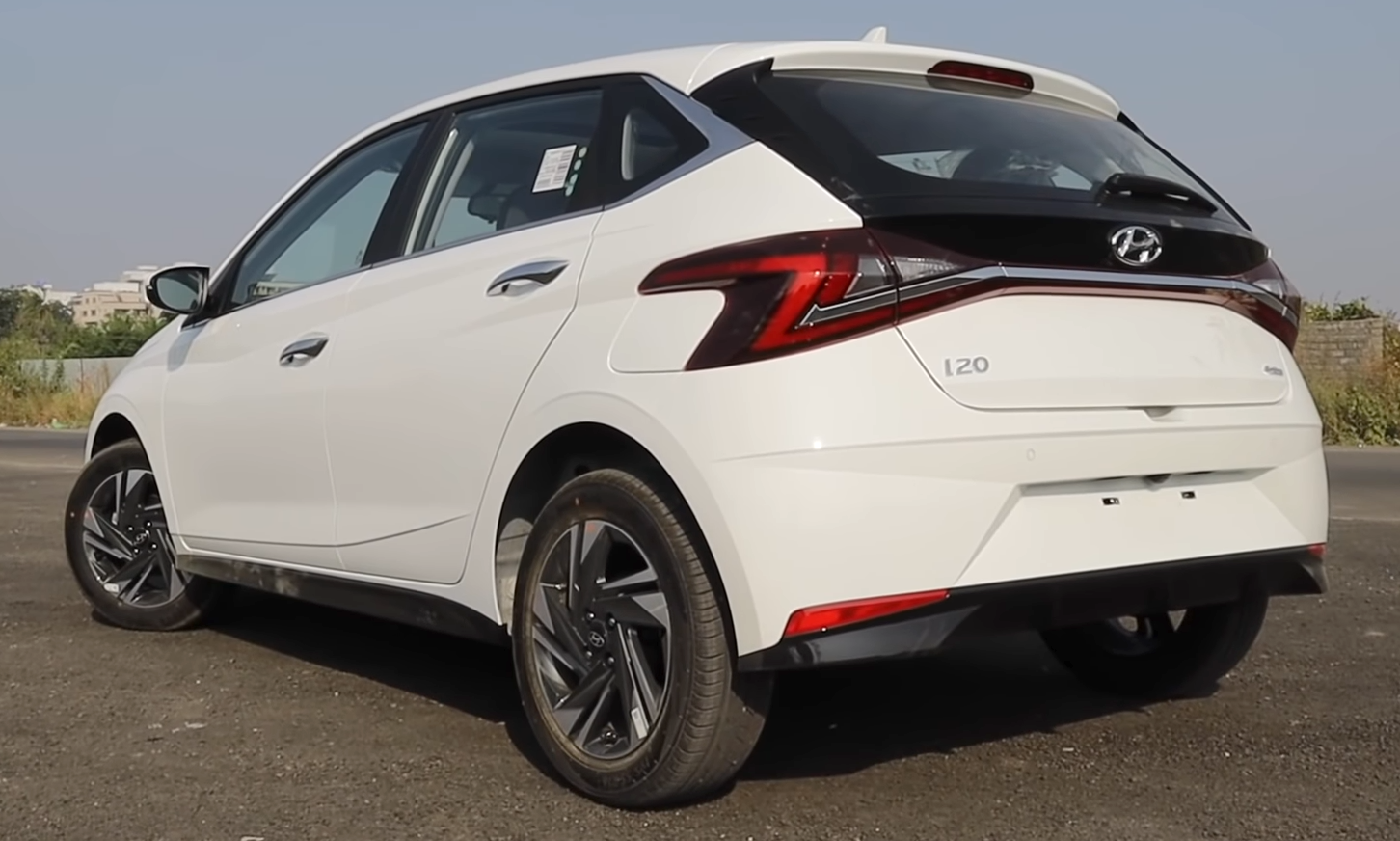
Hyundai i20 (BI3; Индия)
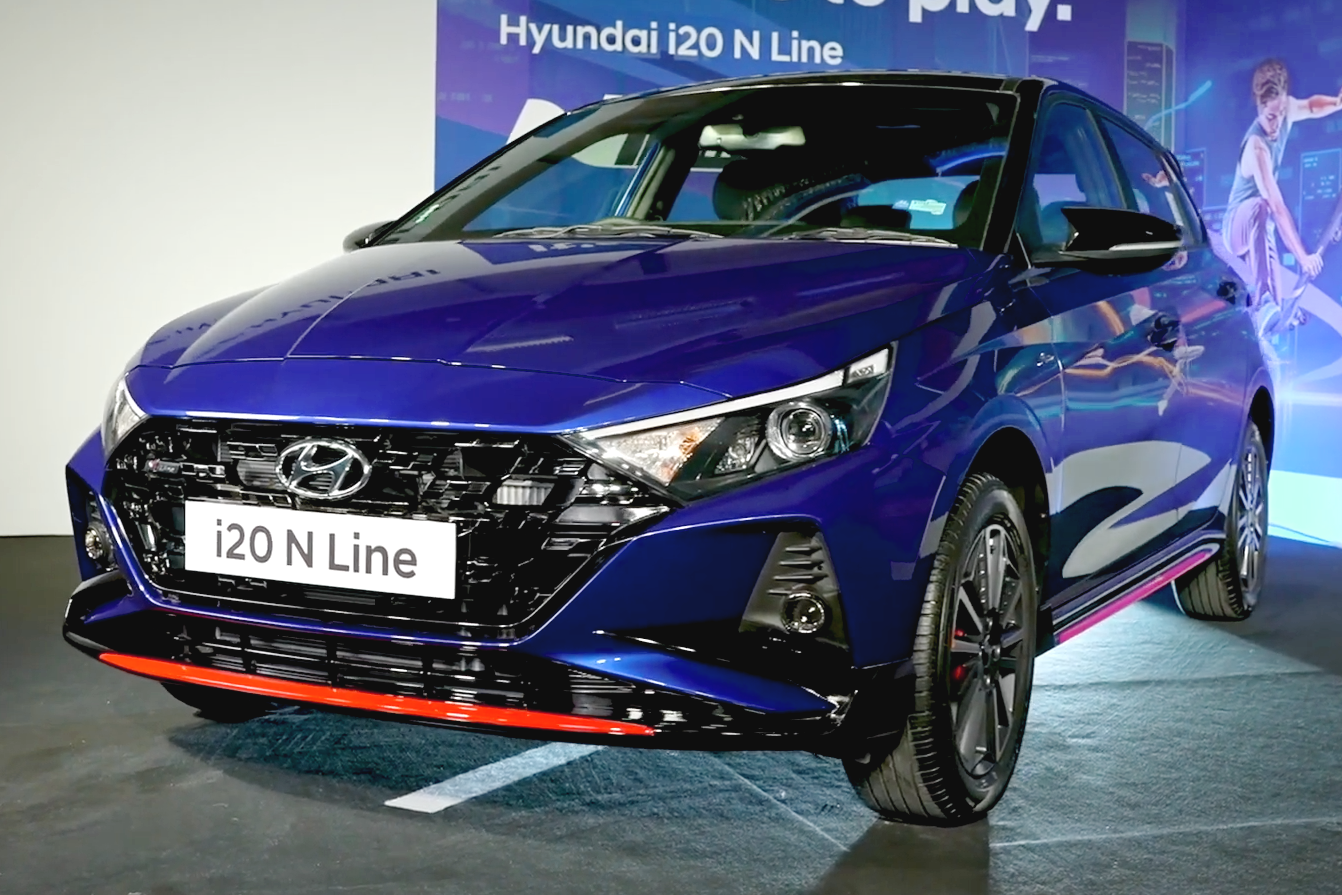
Hyundai i20 N Line (BI3; Индия)
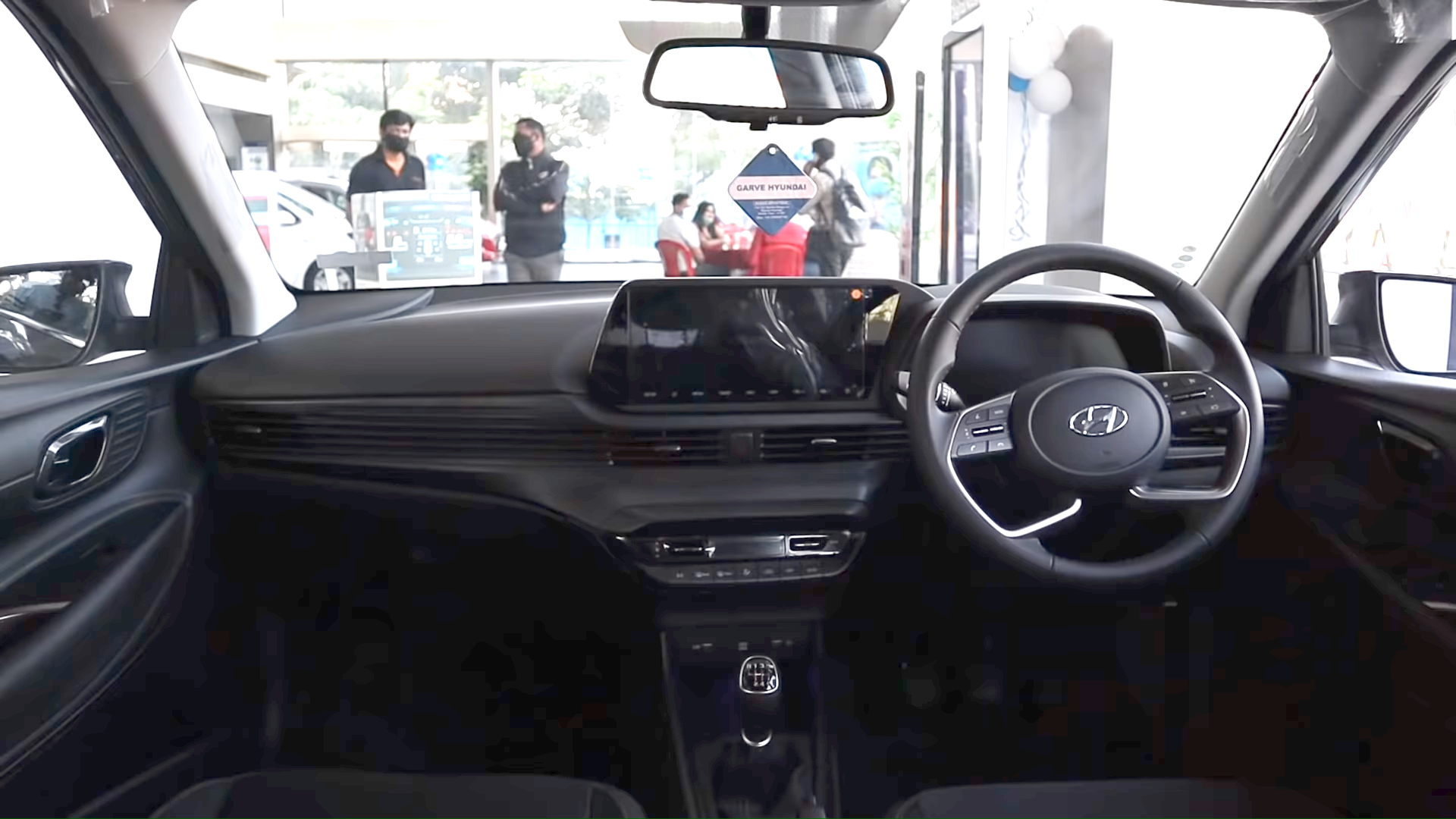
Интерьер

### Безопасность

#### Индия
i20 продается в Индии с двумя фронтальными подушками безопасности, антиблокировочной системой тормозов, напоминаниями о передних ремнях безопасности и креплениями ISOFIX, которые являются стандартными для всего диапазона. Электронный контроль устойчивости, монитор давления в шинах, боковые подушки безопасности для грудной клетки на передних сиденьях и шторки безопасности для защиты головы являются дополнительными для обычного i20 и стандартными для i20 N Line.
i20 был протестирован Global NCAP в первой половине 2022 года.  В краш-тесте на лобовое смещение в деформируемый барьер на скорости 64 км/ч показания манекена показали только адекватную защиту головы водителя. i20 был оштрафован за нестабильную структурную работу пассажирского салона и разрыв пространства для ног водителя, оба из которых указывают на плохую целостность зарегистрированной структурной работы. Показания манекена об умеренном сжатии грудной клетки и нестабильном пассажирском салоне привели к тому, что защита груди была оценена как слабая, следовательно, i20 не мог набрать баллы за напоминания о ремнях безопасности.  Конструкции за приборной панелью могут увеличить риск травмы колена у пассажиров разного размера или положения; нестабильный пассажирский салон и разорванное пространство для ног означали, что Hyundai не разрешили продемонстрировать иное.  При использовании детских сидений, рекомендованных Hyundai, динамические характеристики детей в возрасте 3 лет и 18 месяцев были хорошими, но показания о чрезмерном напряжении шеи у трехлетнего манекена, обращенного вперед, означали, что i20 немного не дотянул до четырех звезд за защиту детей.

#### Еuro NCAP
i20 в стандартной конфигурации для европейского рынка получил 4 звезды от Euro NCAP в 2021 году.  (Hyundai i20 очень близок к Hyundai Bayon, протестированному Euro NCAP в 2021 году, и имеет то же самое оборудование безопасности. На основании данных, рассмотренных Euro NCAP, эти два автомобиля можно считать идентичными с точки зрения безопасности, и рейтинг Bayon можно применить также к i20.)
| Euro NCAP                                                       | Euro NCAP | Euro NCAP | Euro NCAP             |
| --------------------------------------------------------------- | --------- | --------- | --------------------- |
| · общий рейтинг                                                 |           |           |                       |
| 76%                                                             | 82%       | 76%       | 67%                   |
| взрослый пассажир                                               | ребёнок   | пешеход   | активная безопасность |
| Протестированная модель: Hyundai BAYON 1.0 T-GDI GL, LHD (2021) |           |           |                       |

### i20 N (2020-2024)
В октябре 2020 года для европейского рынка была представлена версия с улучшенными характеристиками под названием i20 N.  Она занимает место под i30 N в семействе Hyundai N.
i20 N оснащен 1,6-литровым турбированным двигателем GDi, сопряженным с 6-ступенчатой механической коробкой передач. Этот двигатель имеет мощность 201 л. с. (204 PS; 150 кВт) и крутящий момент 275 Н·м (28,0 кг·м; 203 фунт·фут). Поскольку i20 N весит всего 1190 кг (2620 фунтов), он способен разгоняться от 0 до 100 км/ч (0–62 миль/ч) за 6,2 секунды с максимальной скоростью 230 км/ч (143 миль/ч).
Его двигатель обеспечивает максимальный крутящий момент между 1750 и 4500 об/мин и достигает пиковой мощности между 5500 и 6000 об/мин. Широкий диапазон мощности способствует его характеристикам ускорения во всем диапазоне средних и высоких скоростей. Хотя двигатель Gamma используется в других моделях Hyundai, для i20 N он оснащен заказной системой турбонагнетателя и промежуточного охлаждения.
Изменения также включают в себя усиленное шасси в 12 различных точках, а также усиленные передние купола и кулаки с особой геометрией для подвески. Развал также был увеличен, а также были установлены новый стабилизатор поперечной устойчивости, новые пружины и новые амортизаторы. Тормоза также были увеличены.

Производство i20 N для европейского рынка прекращено с февраля 2024 года, и Hyundai N будет предлагать в регионе только электрические модели.  Несмотря на прекращение производства в Европе, модернизированная модель i20 N готовится к экспорту на австралийский рынок. 

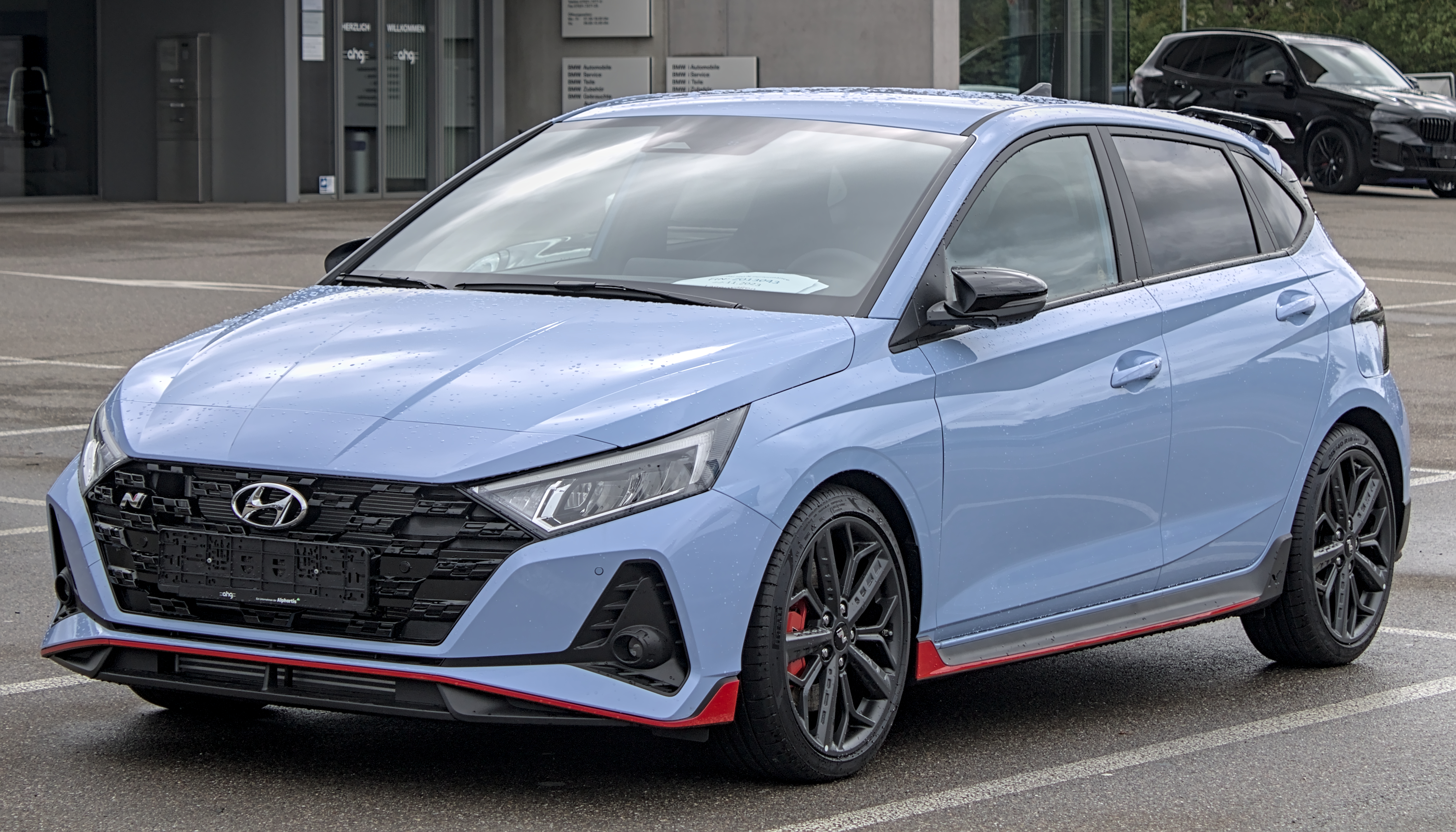
Hyundai i20 N
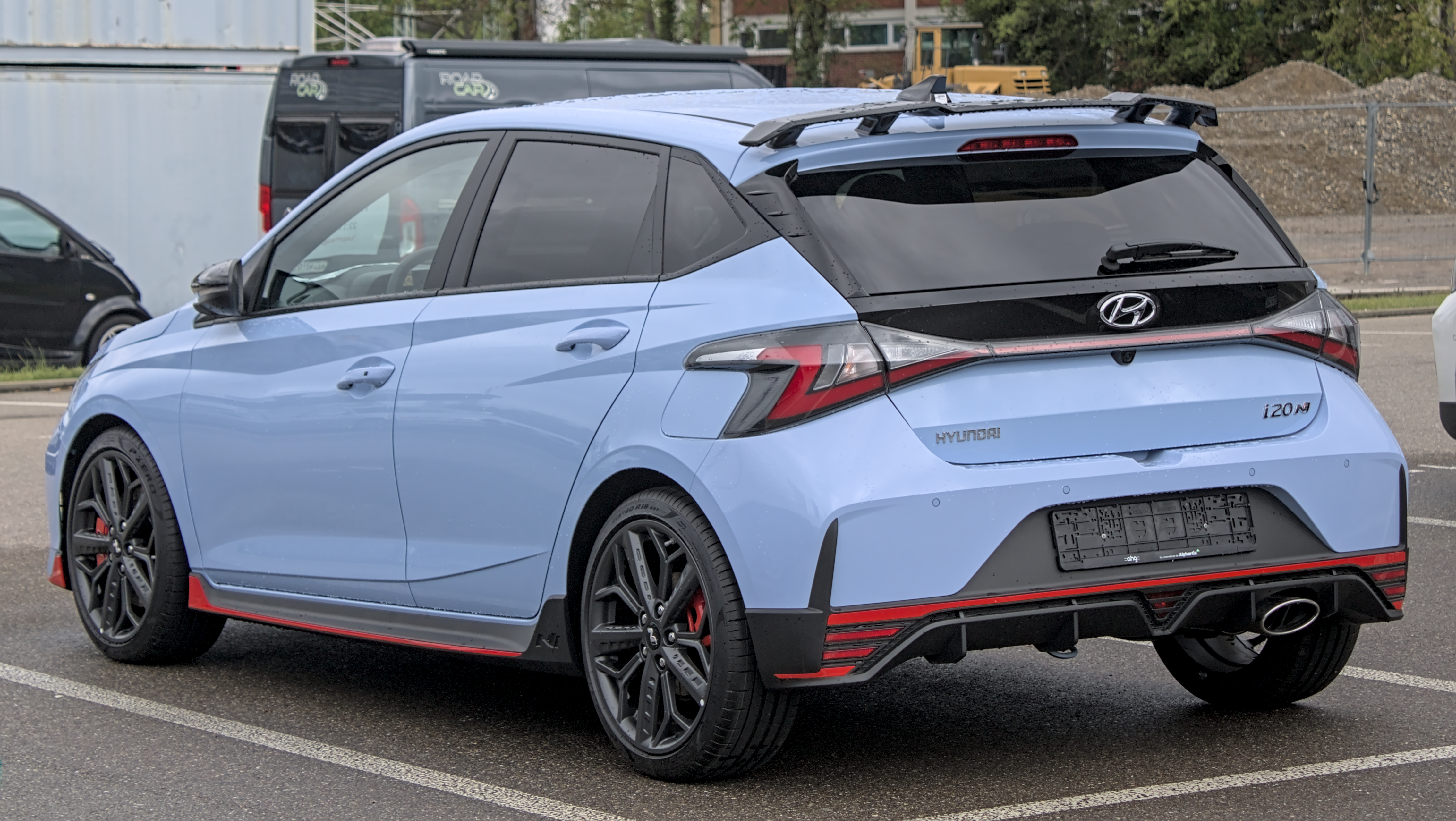
Вид сзади
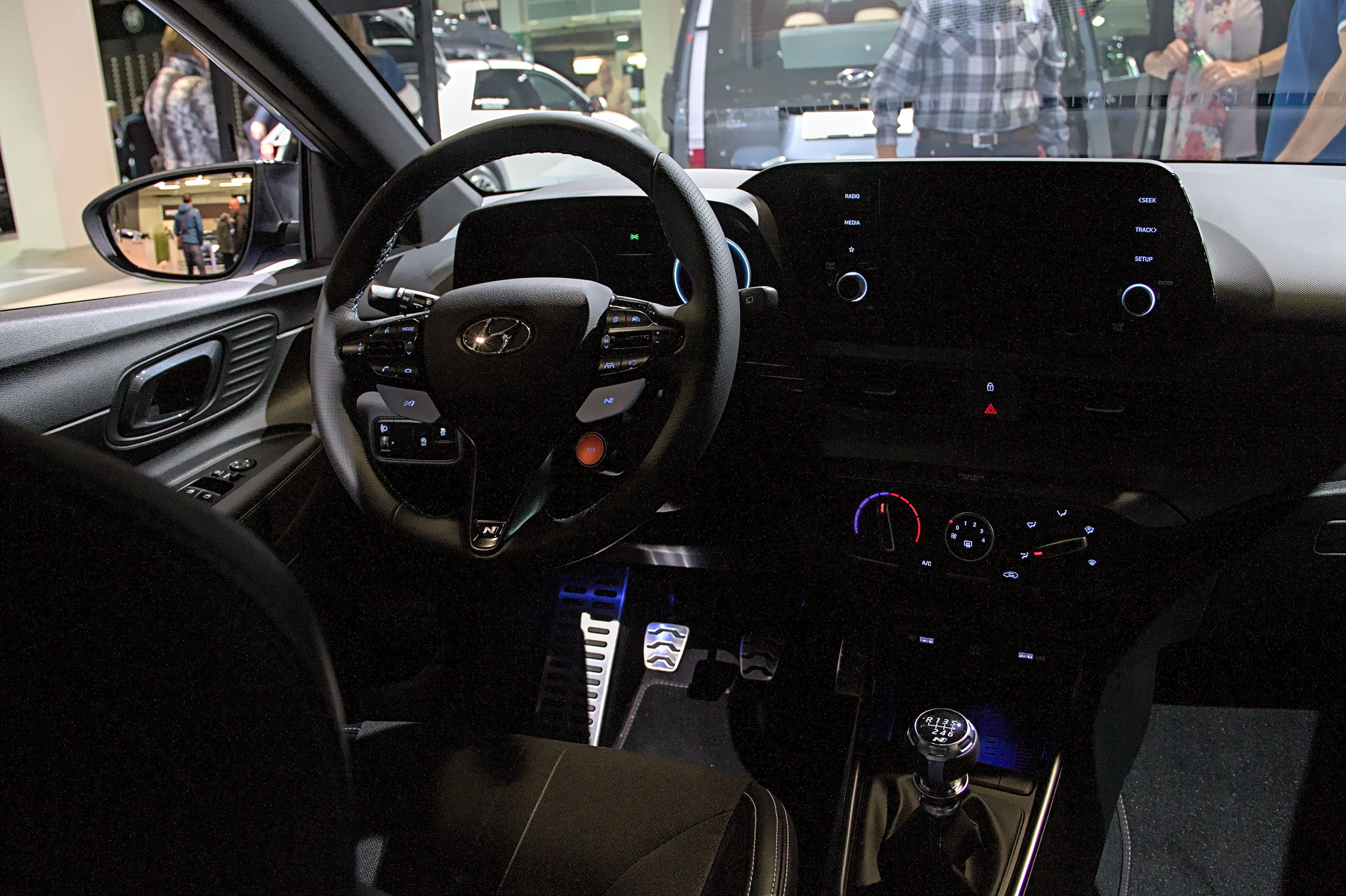
Интерьер